# Hygrocybe aurantia
Hygrocybe aurantia är en svampart som först beskrevs av William Alphonso Murrill, och fick sitt nu gällande namn av Natarajan & Purush. 1989. Hygrocybe aurantia ingår i släktet Hygrocybe och familjen Hygrophoraceae.   Inga underarter finns listade i Catalogue of Life.